# 南砺市立南砺つばき学舎
南砺市立南砺つばき学舎（なんとしりつ なんとつばきがくしゃ）は富山県南砺市にある公立の義務教育学校。

## 概要
- 本校は、「中1ギャップ」の解消や教育課程を柔軟に編成する事を目的に、井口中学校と井口小学校を統合して開校した。
- 本校は、『4・2・3制』を採る。また、6時限を廃止し、代わりに夏休みを大幅短縮（15～20日程度）する[1]。
- なお、2021年（令和3年）度と2022年（令和4年）度は井口地域のみ学区となるが、2023年（令和5年）度からは、特認校制度により、南砺市内全域から通学可能[2]となる。

## 沿革
- 2019年（令和元年）11月 - 南砺市は、学校名を「南砺つばき学舎」と決定。
- 2020年（令和2年）
  - 10月20日 - 校章と校歌が決定[3]。
  - 10月28日 - 校舎起工[4]。
- 2021年（令和3年）
  - 4月1日 - 開校。ただし、新校舎は、この時点では未完成。
  - 4月3日 - 開校式挙行。
  - 4月7日 - 新任式と最初の始業式挙行。
  - 4月8日 - 第1回入学式挙行。最初の新入生は、1年生11名・7年生（中学1年生相当）13名の計24名。
  - 12月 - 校舎完成[4]。
- 2022年（令和4年）
  - 1月6日 - 中等部（7年生～9年生）生徒らにより、新校舎への引っ越し作業が行われた[5]。
  - 1月7日（第3学期） - 新校舎使用開始[4][5]。
  - 3月15日 - 第1回卒業証書授与式挙行。最初の卒業生は9年生2名。
  - 3月24日 - 最初の前期課程修了証書授与式（小学校卒業式相当）と修了式挙行。
  - 3月28日 - 最初の退任式と離任式挙行。
  - 12月中旬 - 整備第2期工事完了。
- 2023年（令和5年）1月10日（第3学期） - この日から、新校舎にて、教育活動開始[6]。
- 2024年（令和6年）3月19日 - 現校舎や体育館の改修、一部解体なども含め整備工事が完了[4][7]。

## 通学区域
- 南砺市の旧井口村域[8]。
- ただし、特認校制度により、2023年4月からは、南砺市内全域から通学可能となる。

## アクセス
- 南砺市コミュニティバス「城端井波線」・「福野・井波・井口循環」で、「井口市民センター」停留所から、徒歩約200m・約3分。
- 西日本旅客鉄道（JR西日本）城端線城端駅から、上述の南砺市コミュニティバス「城端井波線」に乗車し14分、「井口市民センター」停留所下車後徒歩。
- 西日本旅客鉄道（JR西日本）城端線福野駅から、上述の南砺市コミュニティバス「福野・井波・井口循環」に乗車し、
  - 右回りルートで34分、「井口市民センター」停留所下車後徒歩（逆方向の福野駅までは15〜23分）。
  - 左回りルートで19分（第1便のみ）・26分（第1便除く）、井口市民センター」停留所下車後徒歩（逆方向の福野駅までは34分）。

## 周辺
- 南砺市立井口保育園 - 同一敷地内で、前期課程（小学部）への進学前保育園のひとつ。
- 南砺市井口プール - 敷地が隣接。
- 井口カイニョと椿の森公園 - 南砺市道をはさんで、敷地が隣接。
- 南砺市役所井口市民センター
- 井口屋内グラウンド
- 井口郵便局
- なんと農業協同組合（JAなんと）農機センター